# Barathronus unicolor
Barathronus unicolor är en fiskart som beskrevs av Nielsen, 1984. Barathronus unicolor ingår i släktet Barathronus och familjen Aphyonidae. Inga underarter finns listade.